# دو دختر ورشکسته
دو دختر بی‌پول (به انگلیسی: 2 Broke Girls) یک مجموعه تلویزیونی آمریکایی بود که در شرکت برادران وارنر ساخته شده است. پخش سریال در شبکه سی بی اس از سال ۲۰۱۱ آغاز و در سال ۲۰۱۷ پس از شش فصل پخش آن متوقف شد.

## خلاصه داستان
این مجموعه داستان دو دختر است. مکس بلک با بازی کت دنینگز که فرزند یک زن سطح اجتماعی پایین و یک پدر نامشخص است و و کرولاین چانینگ که ثروتمند به دنیا آمده اما بعد از یک رسوایی مالی، حالا در وضعیت بد اقتصادی زندگی می‌کند. آنها به دنبال درآوردن ۲۵۰هزار دلار برای راه‌اندازی کسب و کار جدید هستند. در پایان هر قسمت میزان درآمدهای کسب شده آنها نوشته می‌شود.

### فصل اول
این دو نفر در یک رستوران کار می‌کنند و خیلی زود هم‌خانه و دوست می‌شوند. رؤیای آنان ساختن یک فروشگاه کیک فنجانی مخصوص خودشان است. هان لی رئیس کره‌ای رستوران، اولگ آشپز گستاخ اوکراینی آن و ارل حسابدار ۷۵ ساله آن از دیگر نیروهای این رستوران به‌شمار می‌روند. در اواخر فصل اول سوفی، مهاجر لهستانی همسایه این دو دختر و مشتری رستوران آنها می‌شود. مکس شغل دومی هم دارد و از فرزندان پیچ لاندیس نگهداری می‌کند. با پایان فصل اول او از شغل اول خود کنار می‌رود تا در وقت بیشتری را برای ساخت کیک فنجانی اختصاص دهد.

### فصل دوم
در ابتدای فصل دوم سوفی به آنها ۲۰هزار دلار وام می‌دهد تا کار خود را شروع کنند اما آنها ورشکست می‌شوند و مجبور می‌شوند همه پس‌انداز خود را به سوفی بدهند.

### فصل سوم
در این فصل آنها کسب و کار کوچک خود را در اتاق پشتی رستوران راه می‌اندازند.

## بازیگران

### بازیگران اصلی
- کت دنینگز در نقش مکس بلک، دختری از طیفه فرودست جامعه که همزمان در دو جا کار می‌کند. او به ایده کرولاین برای تولید انبوه کاپ‌کیک‌ها علاقه‌مند است.
- بث برس در نقش کرولاین، پیش خدمت جدید. او که پدر ثروتمندش به خاطر اختلاس در زندان افتاده به یکباره از عرش به فرش رسیده اما اصرار دارد که می‌تواند تجارت موفقی را با تولید کاپ‌کیک راه‌اندازی کند.
- گرت موریس در نقش حسابدار سیاه‌پوست که مکس او را مثل یک پدر دوست دارد.
- جاناتان کیت در نقش اولگ سرآشپز گستاخ رستوران.
- متیو موی در نقش صاحب رستوران که معمولاً به خاطر قد کوتاهش و اطلاعات ناقصش از زندگی آمریکایی مسخره می‌شود.
- جنیفر کولیج در نقش سوفی، یک زن لهستانی که یک کمپانی تمیزکردن منازل را مدیریت می‌کند.

### بازیگران فرعی
- Chestnut اسب کرولاین!
- بروک لایونز در نقش پیچ لاندیس، یک مادر سطح بالا که در فصل یک از مکس بلک خواسته تا از فرزندانش مراقبت کند.
- نیک زانو در نقش دوست پسر مکس بلک
- رایان هانسن در نقش اندی که یم شغل در مقابل کاپ کیک دخترها دارد. مدتی کرولاین به او علاقه‌مند می‌شود.
- گیلز مارینی در نقش نیکولاس یک معلم فرانسوی آشپزی که به کرولاین علاقه‌مند می‌شود اما همسر دارد!
- مری‌لین رایسکوب در نقش بب یک سرآشپز که در فصل سه به داستان وارد می‌شود.
- اریک اندره در نقش دک دوست مکس
- پاتریک کوکس در نقش جان در کلاس آشپزی

### ستاره‌ها و مهمانان
- مارتا استوارت در نقش خودش
- استیون وبر در نقش پدر کرولاین
- ۲چینز در نقش خودش
- دبرا ویلسون همکار موقتی دخترها
- اندی دیک در نقش یک خیمه شب باز
- پیرز مورگان
- کایل گاس
- لیندزی لوهان
- هل لیندن
- کیم کارداشیان

## جوایز و نظرات
این مجموعه تلویزیونی در سال ۲۰۱۱ برنده جایزه امی شد.